# 厄爾

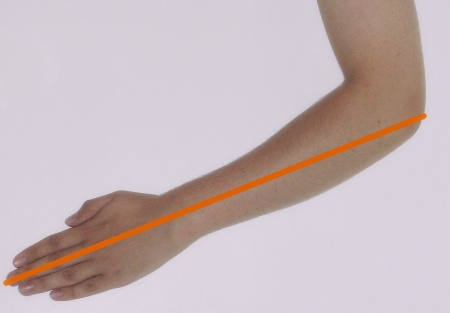
一厄爾的原始定義，大約等同一個成年人前臂的長度

厄爾（英文：Ell）是英格蘭古老的長度單位，最早定義大約等同一個成年人前臂的長度，後來在英國定義為45英寸（約1.143公尺），多數用於裁縫行業。
歐洲部份地方也有厄爾這個單位，但定義各有不同：
- 蘇格蘭厄爾 ≈ 37英寸（94厘米）
- 佛蘭芒厄爾 ≈ 27英寸（68.6厘米）
- 法國厄爾 ≈ 54英寸（137.2厘米）
- 波蘭厄爾 ≈ 31英寸（78.7厘米）
- 丹麥厄爾 ≈ 25英寸（63.5厘米）